# Culture du Brésil
 (novembre 2024).

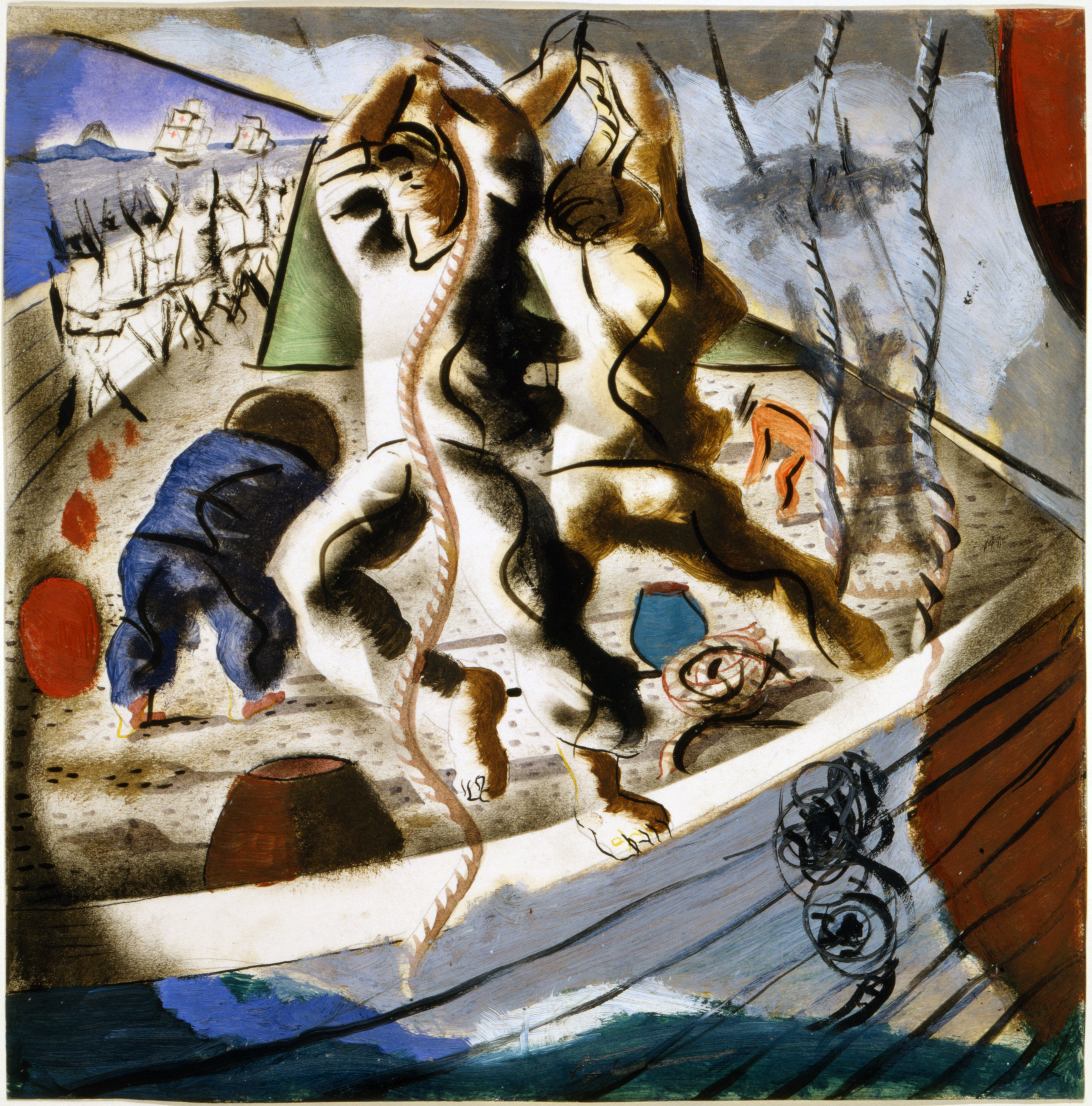
Étude de Candido Portinari pour la fresque A descoberta da terra (1941).

La culture du Brésil, pays d'Amérique du Sud, façade atlantique, désigne d'abord les pratiques culturelles observables de ses habitants (211 000 000, estimation 2021, 4 millions en 1800, 17 millions en 1900).
La tradition culturelle brésilienne est extrêmement riche et variée grâce à son fort métissage, notamment du point de vue musical (samba, bossa nova, forró, frevo…), chorégraphique (capoeira) et culinaire (churrasco, feijoada, caipirinha, guarana…), mais aussi sur le plan religieux (candomblé) et mythologique.

## Peuples et langues
- Langues au Brésil, portugais brésilien (97 %)
- Langues indigènes du Brésil : Baniwa, Guajajara, Kaingang, Kayapó, Makuxi, Mawé, Terena (en), Ticuna, Xavante, Yanomami, Guarani...
- Langues non indigènes : espagnol, galicien, français, italien (et vénitien et talien), anglais, polonais, ukrainien, arabe, chinois, japonais, portuñol, alemán coloniero, alemão brasileiro, Hunsrückisch, poméranien oriental, etc
- Liste des langues brésiliennes en danger (en)
- Groupes ethniques au Brésil
- Peuples indigènes du Brésil (0,4 %), Peuples indigènes d'Amérique du Sud

## Traditions

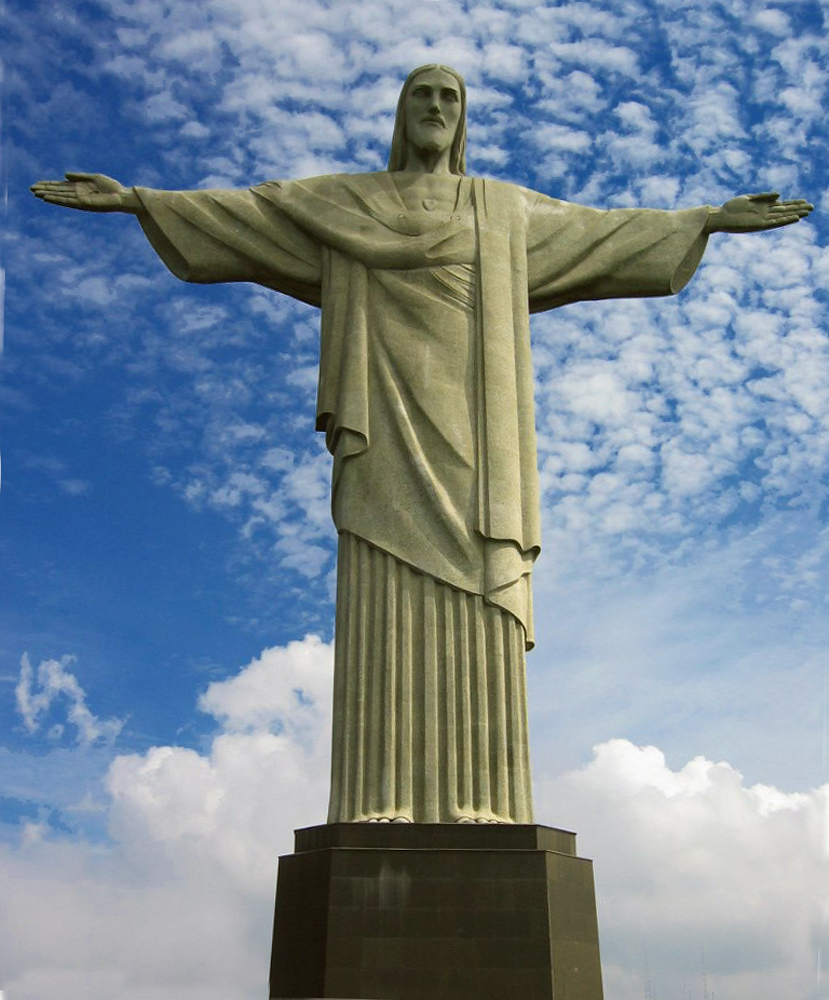
Statue du Christ Rédempteur à Rio de Janeiro au Brésil.

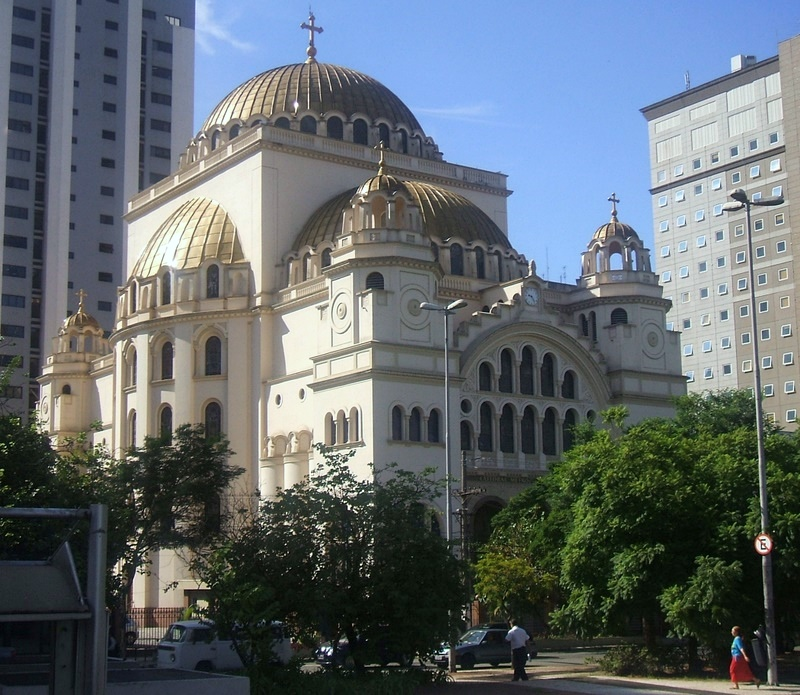
Cathédrale orthodoxe sur l'avenue Paulista.

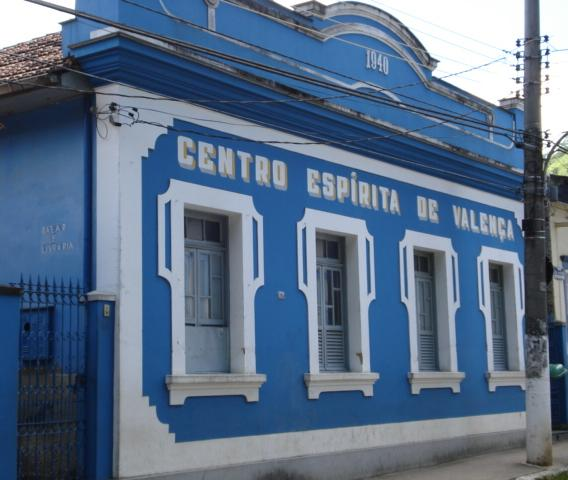
Centre spirite à Valença.

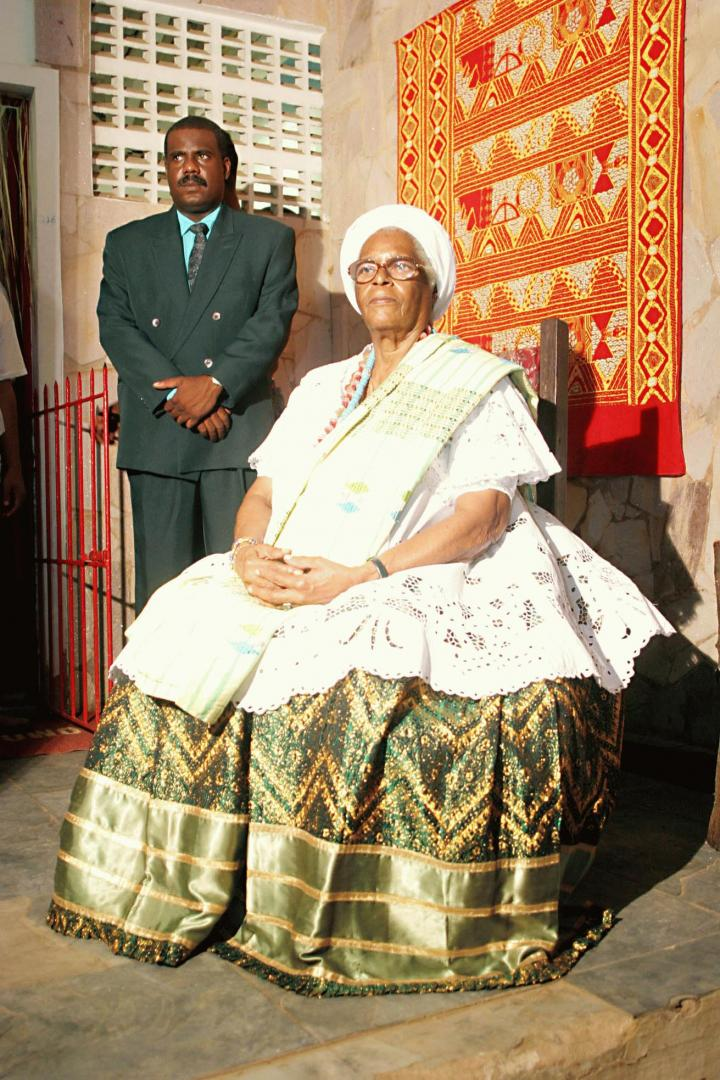
Mère Stella de Oxóssi, Iyálorixá (prêtresse) de candomblé à Salvador (Bahia).

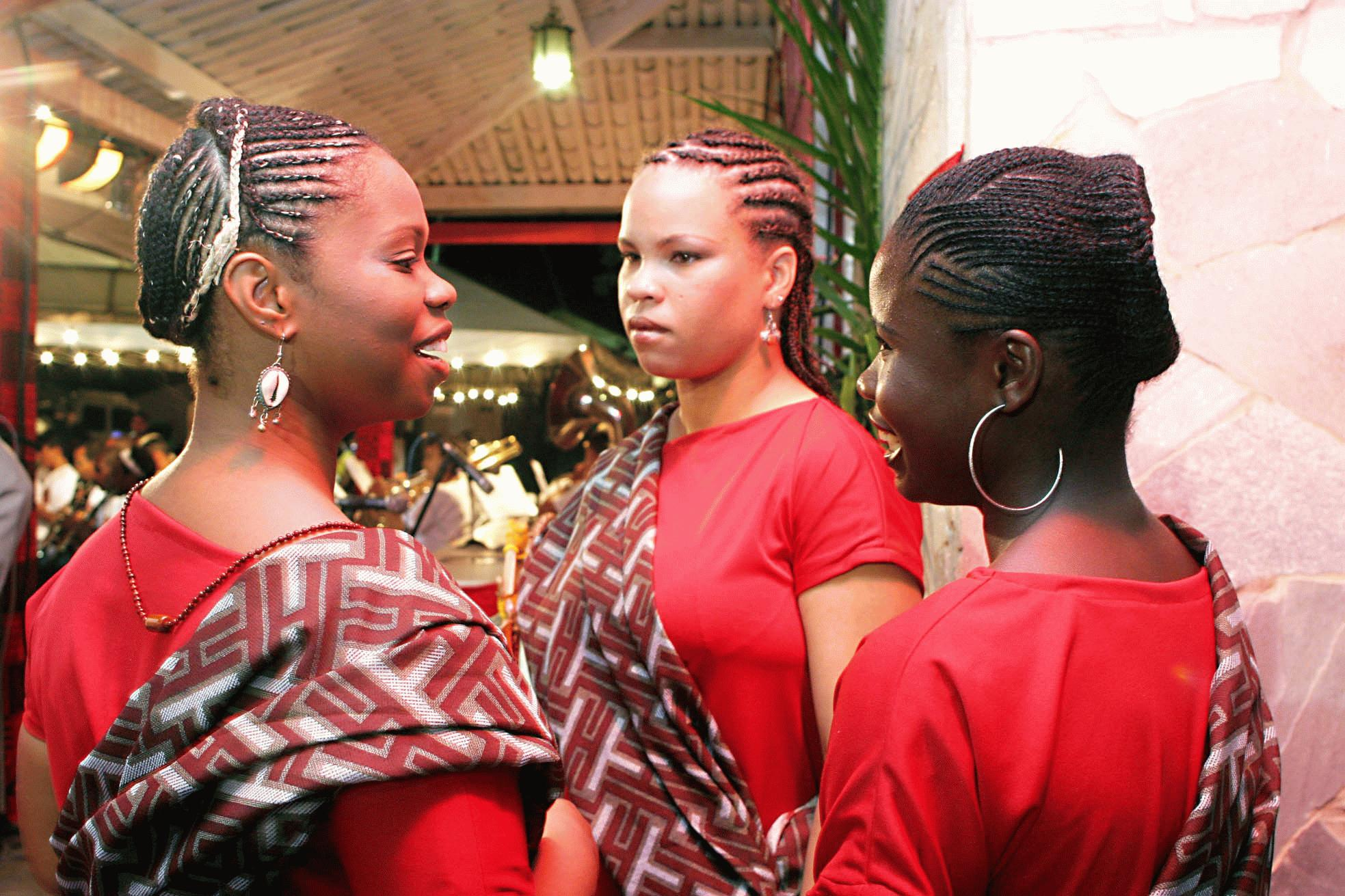
Filhas de santo à Salvador

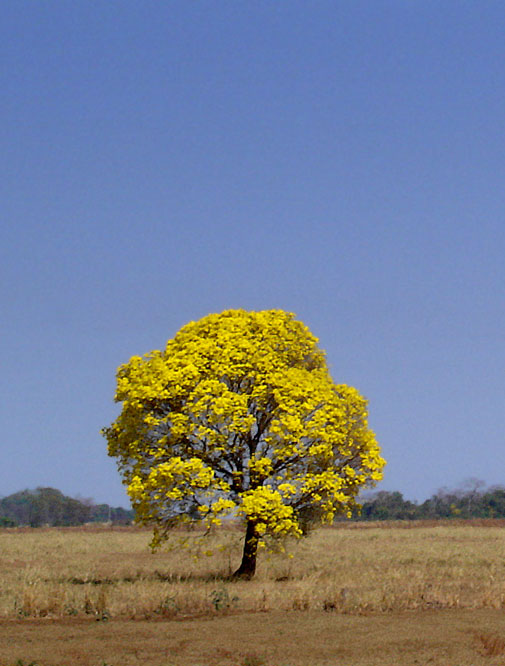
Ipê jaune (Tabebuia chrysotricha).

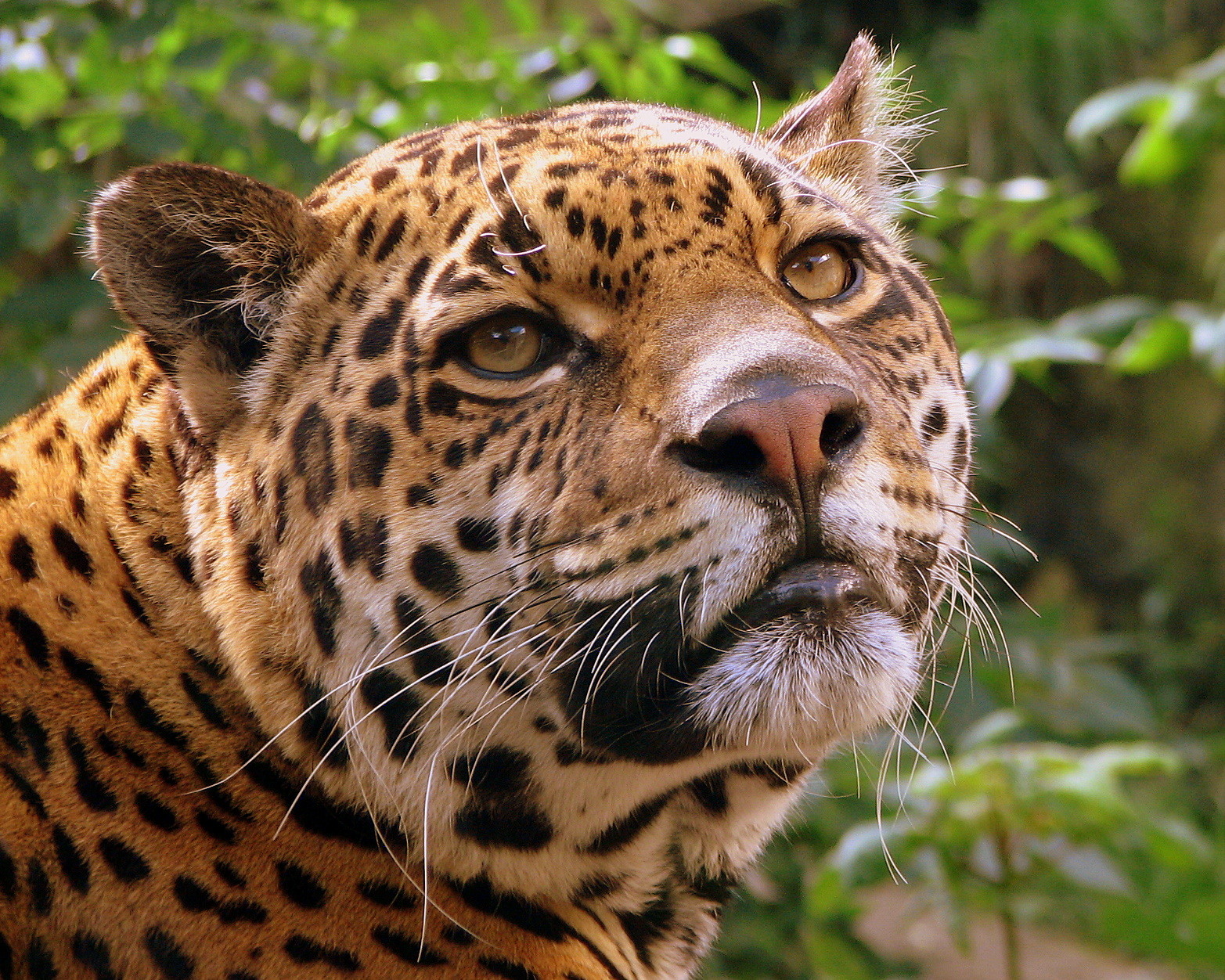
Jaguar.

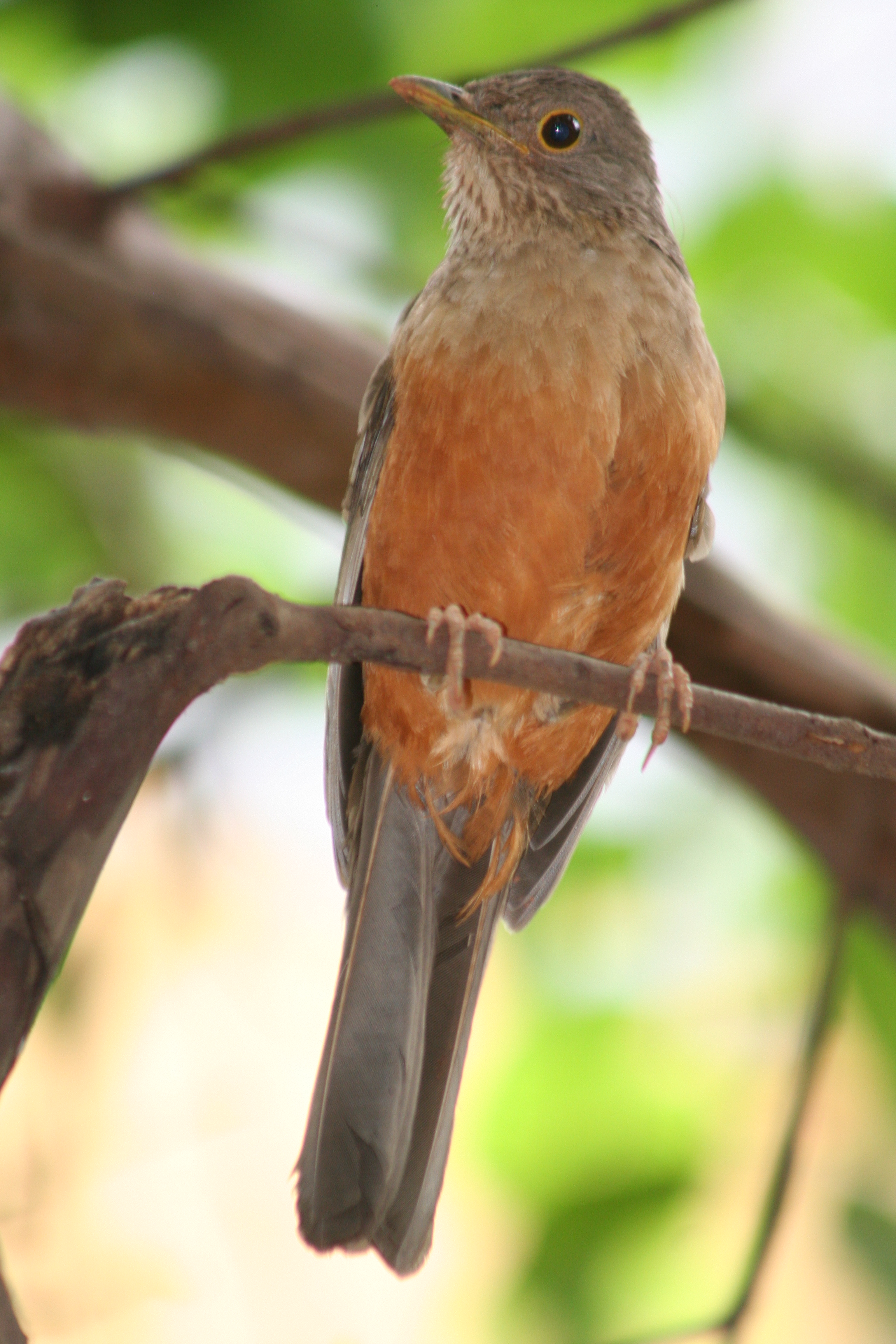
Merle à ventre roux.

### Religion
La religion dominante du Brésil depuis la conquête portugaise est le catholicisme. Le Brésil compte un très grand nombre d'édifices religieux et de congrégations catholiques, et est le premier pays catholique du monde par le nombre de ses croyants. Mais l'influence catholique est en baisse avec la récente montée en force du protestantisme, de l'évangélisme, du pentecôtisme et d'autres mouvements religieux chrétiens proches de l'évangélisme américain. Ces mouvements ne cessent de gagner de nouveaux adhérents grâce notamment à un clientélisme prononcé (aide sociale aux habitants des favelas, publicité omniprésente...).
Le catholicisme est aussi affaibli au Brésil par une résurgence plus ou moins récente de l'animisme qui conduit de nombreux Brésiliens à se réclamer du catholicisme tout en pratiquant du candomble ou macumba (croyances animistes amenés d'Afrique par les esclaves et perpétuées par les descendants de ceux-ci et qui, dans leur forme actuelle, se rapprochent des cultes vaudous tels qu'ils sont pratiqués aux États-Unis). Ce mélange de cultes africains et européens est caractéristique de la culture brésilienne.
| Religion           | Pourcentage |
| Catholicisme       | 61 %        |
| Protestantisme     | 26 %        |
| Sans religion      | 8 %         |
| Autres religions   | 5 %         |
| Religion au Brésil |             |

- Religions au Brésil
- Du catholicisme au Brésil (60-64 %, 125 000 000 en 2000), Église catholique au Brésil (en)
  - Christ Rédempteur (1926), Croix tombée (1999)
  - Histoire : Inquisition portugaise (1496-1821), Missions jésuites des Guaranis (1609-1767), Mission de Guajará-Mirim depuis 1932
  - Anneau de tucum
  - Catholicismes arménien, maronite, melkite, ukrainien
- Église catholique apostolique du Brésil depuis 1945
- Orthodoxie : Autonomous Orthodox Metropolis of Ecuador and Latin America (en) (500 000 orthodoxes en 2015)
- Du protestantisme au Brésil (20-26 %, 26 000 000 en 2000), Protestantisme au Brésil (en)
  - Congrégation chrétienne
  - Église presbytérienne du Brésil depuis 1862, Kaiwá Evangelical Mission
  - Église épiscopalienne anglicane du Brésil
  - Église universelle du royaume de Dieu depuis 1977
  - Témoins de Jéhovah 787 000
  - Église de Jésus-Christ des saints des derniers jours 1 326 738 mormons revendiqués en 2015
  - Igreja Batista da Lagoinha
  - Deus é Amor (de)
- Religion Aleluia depuis 1950 environ
- Judaïsme, Histoire des Juifs au Brésil
- Islam au Brésil 27 000 en 2000, Révolte des Malês (1835)
- Du bouddhisme au Brésil
- Hindouisme (2000-3000)
- Baha'isme au Brésil (en) depuis 1919 (<42000)
- Spiritisme (Allan Kardec) depuis 1857 (4 000 000 supposés en 2010)
- Wicca, néodruidisme
- Religions afro-brésiliennes
  - Candomblé (Eshu, Iemanja, Babalorixá et Ialorixá, Terreiro de candomblé, Shangô, Pomba Gira (en))
  - Quimbanda, Umbanda 400 000 en 2000, Batuque, Macumba, Xambá, Egungun, Ifá, Irmandade, Confraria, Xangô do Nordeste, Tambor de Mina
  - Union du végétal (1961, maître Gabriel, ayahuasca)
  - Order of Our Lady of the Good Death (en)
  - Tabela de correspondência entre orixás, voduns e nkisis
- Religions indigènes, animisme (17 000 déclarés, en 2000)
- Autres syncrétismes ou autres spiritualités
  - San La Muerte

### Symboles
- Armoiries du Brésil (1992)
- Drapeau du Brésil (1889)
- Hymne national : Hino Nacional Brasileiro Ó Pátria amada (Ô Patrie bien-aimée) (1922)
- Devise nationale : Ordem e progresso (portugais, Ordre et progrès, d'après Auguste Comte)
- Emblème végétal : Tabebuia
- Emblème animal : Jaguar et Merle à ventre roux
- Saint patron (chrétien) par pays (en) : Notre-Dame d'Aparecida, Immaculée Conception, Pierre d'Alcántara, Antoine de Padoue
- Père de la Nation	: Simón Bolívar (1783-1830)
- Épopée nationale : A Confederação dos Tamoios (1857, Domingos José Gonçalves de Magalhães) et Caramuru (Diogo Álvares Correia)
- Couleurs nationales : vert, jaune, (bleu, blanc)
- Plat national : Feijoada
- Poète national : Gonçalves Dias (1823-1864), Olavo Bilac (1865-1918), Carlos Drummond de Andrade (1902-1987), Joaquim Maria Machado de Assis (1839-1908)

### Folklore, mythes
L'important folklore brésilien recèle d'innombrables mythes et légendes, véhiculés dans des contes.
Quelques sites internet proposent des aperçus,,,.
Ethnogenèse au Brésil,.
- Folklore brésilien
- Mythologie chrétienne, Folk Catholicism (en), Mormon folklore (en)
- Religion populaire
- Fakelore

### Contes brésiliens
Les très nombreux contes brésiliens sont généralement issus des mélanges des populations africaine, portugaise (européenne), indienne, etc.

### Fêtes et festivals
- Jours fériés publics au Brésil (en)
- Feriados no Brasil (pt)
- Natal no Brasil (Noël au Brésil)
- Carnaval au Brésil : Carnaval de Rio, Carnaval de Salvador, Carnaval de São Paulo
  - Carnavals au Brésil (en)
- Jour de la conscience noire
- Maracatu
- Kuarup
- Fêtes au Brésil

## Société
- De la société brésilienne
- Multiculturalisme au Brésil (pt)
- Catégorie:Pauvreté au Brésil
- Histoire économique du Brésil (en)
- Apartheid social au Brésil (en)
- Division socio-géographique au Brésil (en)
- Mouvement des sans-terre au Brésil
- Favela (Favelas do Brasil)
- Listes de Brésiliens (en)
- Listes de Brésiliens par activité (en)
- Jeitinho, Malandragem (en)

### Groupes humains
- Démographie du Brésil (peuples autochtones = 0,4 %)
- Composition ethnique du Brésil
- Afro-Brazilian history (en)
- Pardo (ethnie) (Afro-Latino-Américains du Brésil)
- Musée afro-brésilien de Salvador
- University for International Integration of the Afro-Brazilian Lusophony (en)
- Culture afro-brésilienne
- Culture asia-brésilienne
- Culture germano-brésilienne
- Culture italo-brésilienne
- Culture luso-brésilienne
- Cultures indigènes du Brésil, Comitê Intertribal (pt)

### Éducation
- Introduction à l'éducation au Brésil, Système éducatif brésilien, De l'éducation au Brésil
- Universities and higher education in Brazil (en)
- Education policy in Brazil (en)
- Exame Nacional do Ensino Médio (en)
- Critical consciousness (en) (Paulo Freire)
- Lycées français au Brésil
- Brazilian science and technology (en)
- Conselho Nacional de Desenvolvimento Científico e Tecnológico (CNPq) (1951)
- Scientifiques brésiliens
- Agence spatiale brésilienne (AEB)

### Droit
- Droit brésilien
- Criminalité au Brésil (en)
- Crime et violence en Amérique latine (en)
- Corruption au Brésil
- Violence familiale au Brésil (en)
- Legitimate defense of honor (en)
- Peine de mort au Brésil (en), inutilisée depuis 1876, virtuellement abolie
- Commission nationale de la vérité (2011)
- Droits de l'homme au Brésil (en)
- Esclavage au Brésil, ancien, mais aussi contemporain
- Droits des femmes au Brésil (en)
- Prostitution au Brésil
- Trafic d'êtres humains au Brésil (en)
- Droits LGBT au Brésil
- Rapport Brésil 2015 sur state.gov
- Rapport Brésil 2015-2016 Amnesty International
- Rapport Brésil 2016 sur hrw.org

### État
- Liste de guerres impliquant le Brésil (en)
- Protestations et manifestations au Brésil
- Terrorisme au Brésil (en)
- Massacre de Carandiru (1992)
- Candelária massacre (en) (1993)
- Torture Never Again (en)

## Arts de la table

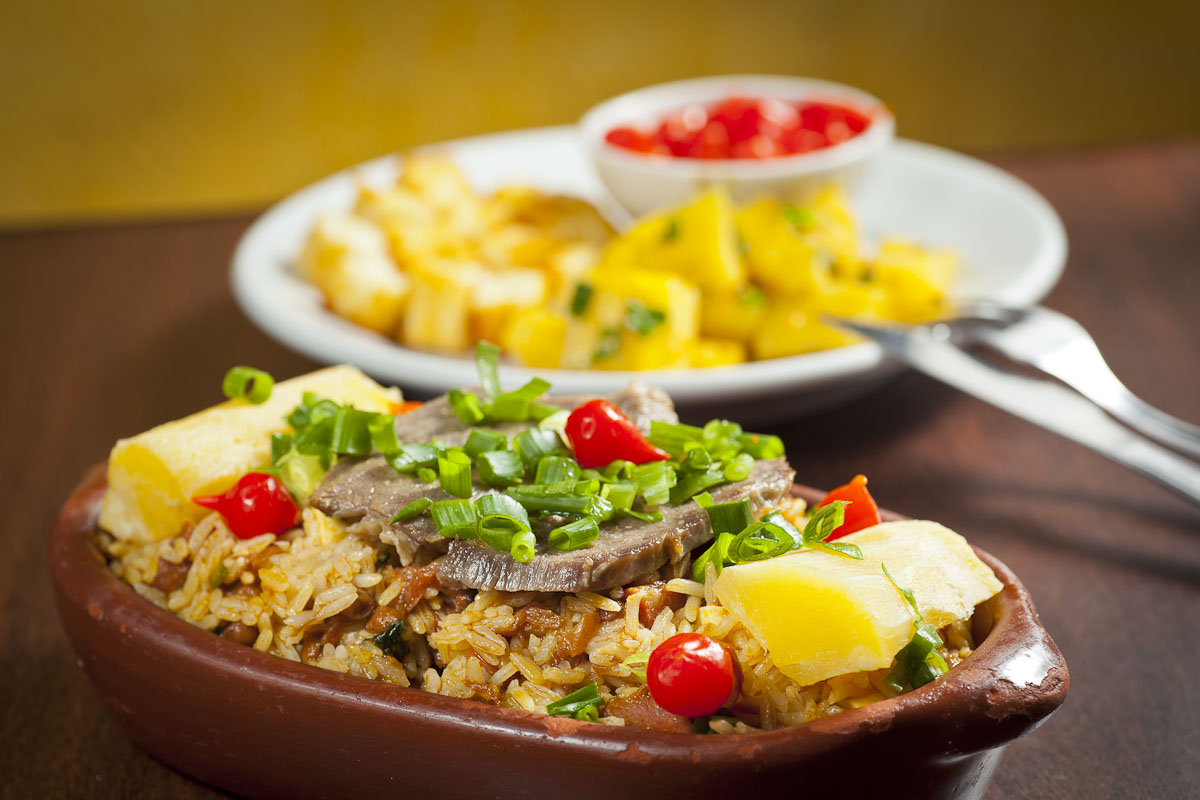
Baião de dois

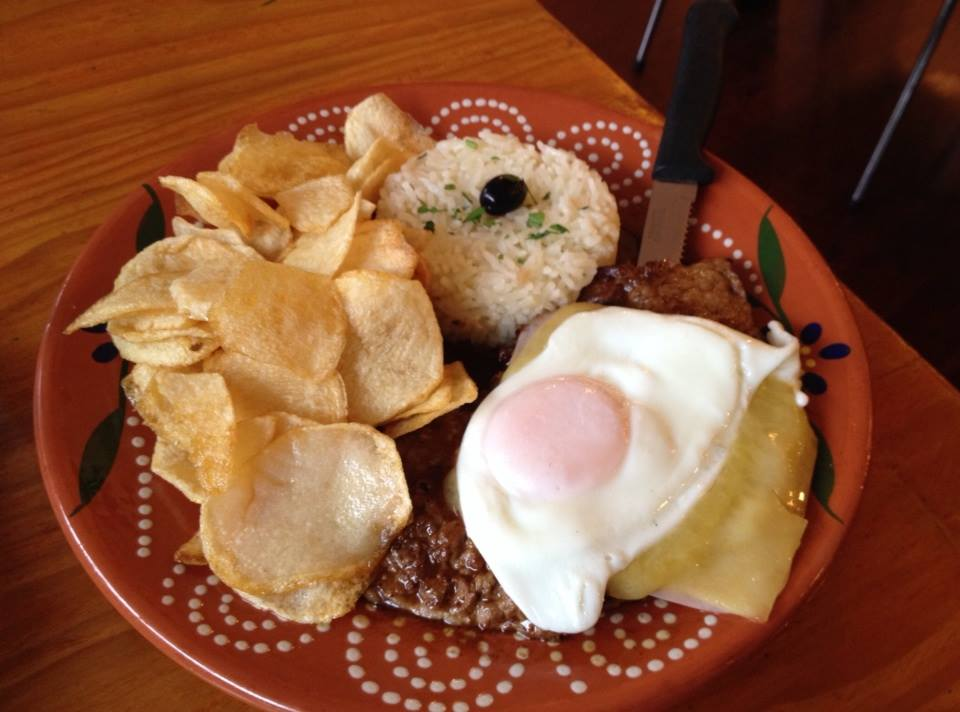
Bife com ovo a cavalo

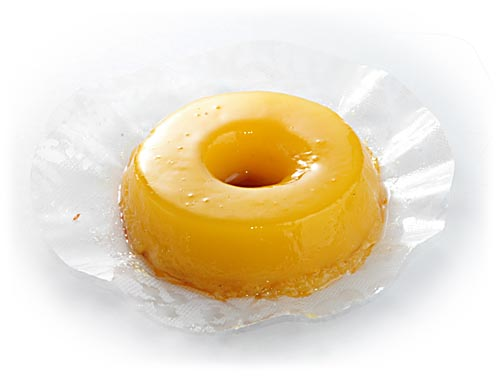
Quindim

### Cuisine
- Cuisine brésilienne, De la cuisine brésilienne
- Cuisine indienne au Brésil (pt)
- Fromages brésiliens
- Liste de plats brésiliens (en)
- Liste de fruits brésiliens (en)
- Liste des desserts brésiliens (en)

### Boissons
- Viticulture au Brésil
- Liste des boissons brésiliennes (en)

## Santé
- Santé au Brésil (introduction), De la santé au Brésil
- Santé au Brésil (synthèse) (en), Système de santé au Brésil (en)
- Approvisionnement en eau et assainissement au Brésil (en)
- Mortalité infantile, mortalité maternelle, obésité, HIV/AIDS au Brésil (en)
- Épidémie de fièvre Zika en Amérique depuis 2015
- Révolte de la Vacina (1904)
- Médecine traditionnelle au Brésil (en)

### Activités physiques
- Baseball, Football
- Cyclisme, tennis de table, badminton, volley-ball, basket-ball, handball, boxe, judo, karaté, haltérophilie, musculation, athlétisme...

### Jeux populaires
- Pétéca
- Jogo do Bicho, jeux illégaux sur les animaux
- Entertainment in Brazil

### Sport
- Sport au Brésil (introduction), Du sport au Brésil
- Sportifs brésiliens, Sportives brésiliennes
- Personnalités brésiliennes liées au sport
- Équipes du Brésil
- Brésil aux Jeux olympiques
- Brésil aux Jeux paralympiques
- Brésil aux Deaflympics
- Brésil aux Jeux sud-américains
- Jeux panaméricains, Jeux bolivariens
- Sport in South America (en)
- Jeux de la Lusophonie
- Jeux amazones, depuis 1996, Jeux des peuples indigènes du Brésil

### Capoeira
La capoeira est un art martial afro-brésilien mais aussi une danse qui a ses racines dans les méthodes de combat et les danses des peuples africains du temps de l'esclavage au Brésil. Elle est accompagnée, le plus souvent, par des instruments, des chants et des frappements de mains.

### Autres arts martiaux
- Vale Tudo, Huka-huka, Jiu-jitsu brésilien, Luta Livre (en), Tarracá (pt), Luta marajoara (pt), Seiwakai (pt), Jungle Fight (en)
- Arts martiaux brésiliens (en)

## Média
- Des médias au Brésil
- Journalistes brésiliens
- Télécommunications au Brésil (en)
- Censure brésilienne (en)

### Presse écrite
- Liste de journaux brésiliens[9],[10]
- Liste de magazines brésiliens (en)

### Radio
- De la radio au Brésil

### Télévision
- Télévision au Brésil
- De la télévision au Brésil
- Liste des chaînes de télévision au Brésil
- Telenovela brésilienne
- Liste des telenovelas de Rede Globo
- Télévision numérique terrestre au Brésil
- Globosat, Grupo Globo
- Critique de Rede Globo (en)
- Departamento de Justiça, Classificação, Títulos e Qualificação

### Internet (.br)
- Internet au Brésil
- Marco Civil da Internet
- Porta dos Fundos

## Littérature
- Littérature brésilienne

Carlos Drummond de Andrade, 1970.

- Liste d'écrivains brésiliens par ordre alphabétique, Liste d'écrivains brésiliens par ordre chronologique
- Écrivains brésiliens par genre
- List of Brazilian women writers (en)
- Académie brésilienne des lettres, Liste des membres de l'Académie brésilienne des lettres
- Littérature afro-brésilienne
- Luso-Germanic Literature (en)
- Œuvres littéraires brésiliennes
- Manifeste anthropophage (1928)
- Prix littéraires au Brésil
  - Prix Camões, Prix Jabuti, Prix Machado de Assis, Prêmio Juca Pato (pt), Prémio LeYa (pt)
- Théâtre : Théâtre au Brésil (pt)[11], Pièces de théâtre brésiliennes, Dramaturges brésiliens
- Poésie : Poesia do Brasil (pt), Poètes brésiliens
- Roman : Romanciers brésiliens

## Artisanat
- Arts appliqués, Arts décoratifs, Arts mineurs, Artisanat d'art, Artisan(s), Trésor humain vivant, Maître d'art
- Artisanats par pays
- Artistes par pays

Les savoir-faire liés à l’artisanat traditionnel relèvent (pour partie) du patrimoine culturel immatériel de l'humanité. On parle désormais de trésor humain vivant.
Mais une grande partie des techniques artisanales ont régressé, ou disparu, dès le début de la colonisation, et plus encore avec la globalisation, sans qu'elles aient été suffisamment recensées et documentées.

### Mode
- Mode brésilienne (en)

## Arts populaires

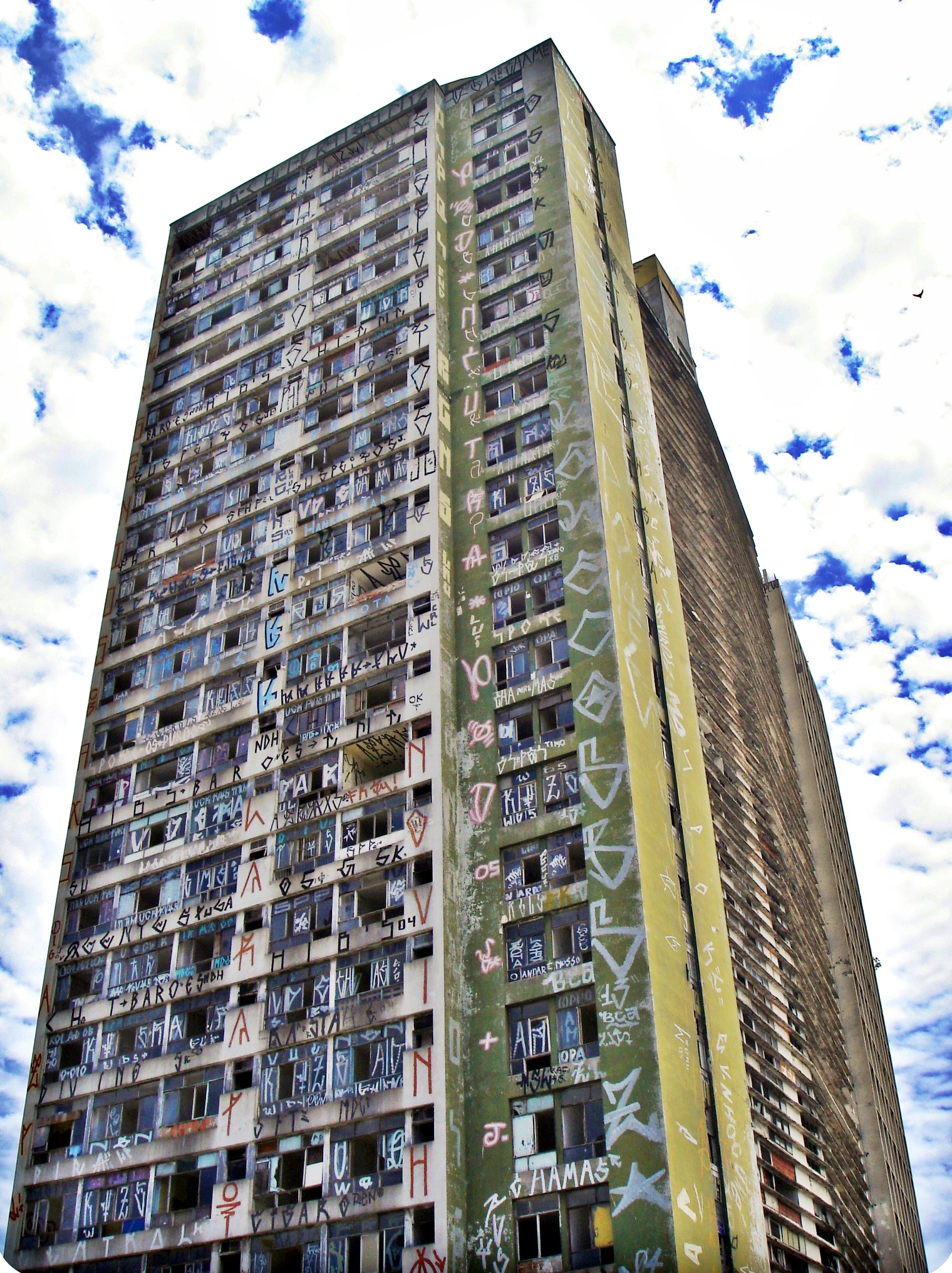
Pichação à São Paulo

- Les gerigonças, qu'on pourrait traduire par « bidules » ou « objets complexes dont on ignore le nom », sont les personnages miniatures en plâtre et animés par des mécanismes reliés à un moteur. Traités à la manière des crèches, ils illustrent la vie quotidienne au Brésil sur des tables en bois brut leur servant de scène. Leur créateur-inventeur s'appelait Molina et il est décédé en 1998.

Outre les gerigonças, on retrouve un autre phénomène très présent dans la culture au Brésil : les légendes.
- La pichação est une forme de graffiti spécifique au Brésil et particulièrement à São Paulo. C'est un moyen d'expression de certains jeunes défavorisés qui vont jusqu'à recouvrir des immeubles entiers de leurs signatures et messages.

## Arts visuels
- Art au Brésil
- Artistes brésiliens
- Artistes contemporains brésiliens
- Liste d'artistes brésiliennes (en), Liste d'artistes brésiliens (en)
- Prix artistiques au Brésil
- Catégorie:Art brut au Brésil, Raimundo Camilo, Kaira Cabanas[12], Marilena Pelosi[13]
- Musées d'art au Brésil, Musée Dom-João-VI, Musée d'art de São Paulo
- Musée d'art contemporain de Campina, Institut Inhotim, Musée d'Art du Parlement de São Paulo, Musée d'art contemporain de Niterói
- Museu Oscar Niemeyer (pt), Pinacothèque de l'État de São Paulo
- Stiftung Brasilea (de) (Bâle)
- Arte pré-histórica no Brasil (pt)
- Arte plumária dos índios brasileiros (pt)
- Arte indígena brasileira (pt)
- Art latino-américain

### Dessin
- Affichistes brésiliens
- Dessinateurs brésiliens de bande dessinée
- Graveurs brésiliens
- Illustrateurs brésiliens

### Peinture et sculpture
- Peinture et sculpture au Brésil
- Peinture brésilienne
- Baroque brésilien
- Art académique brésilien
- Peinture romantique brésilienne

De l'art précolombien, au style baroque de l'époque coloniale, succède au XIXe siècle un néo-classicisme bouleversé quelques décennies plus tard par l'art moderne.

### Peintres
- Peintres brésiliens
- Anita Malfatti, école moderniste
- Antonio Veronese, expressionniste
- Cícero Dias école moderniste

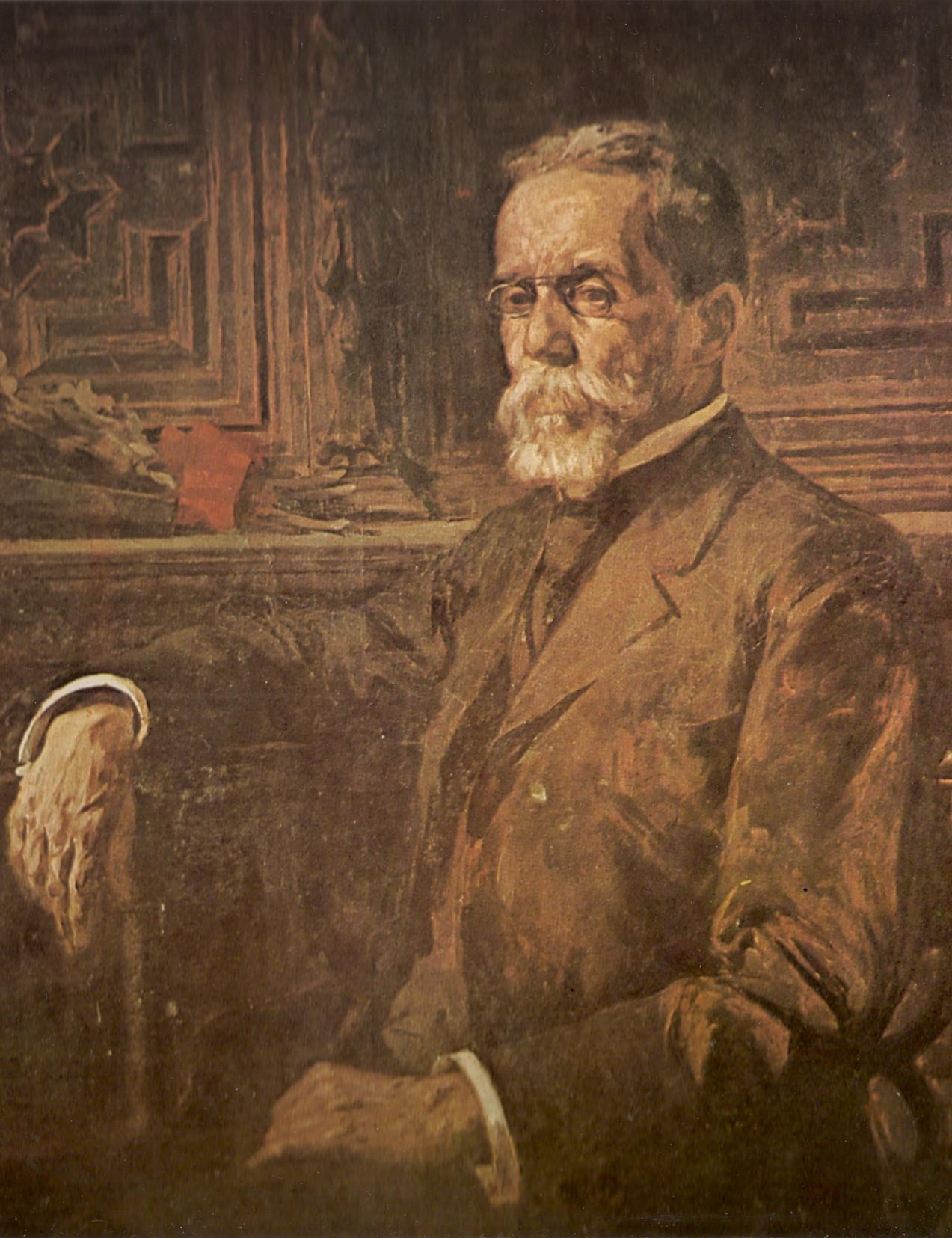
L'écrivain Machado de Assis peint par Henrique Bernardelli (1905).

- Tarsila do Amaral, école moderniste
- Pedro Weingärtner, école académiste et romantique
- Pedro Américo, école académiste
- José Joaquim da Rocha, art sacré

### Sculpture
- Sculpteurs brésiliens
- Sculpture au Brésil (pt)

- Carranca (pt), Praça das Esculturas (pt), Doze profetas de Aleijadinho (pt)

### Architecture
- Centres historiques du Brésil
- Architecture de Brasilia
- Architectes brésiliens

### Photographie
- Photographes brésiliens
- Photographie au Brésil (pt)

## Arts de spectacle
- Spectacle vivant, Performance, Art sonore
- Arts de performance par pays
- Liste de festivals au Brésil (en)
- Conservatório Dramático e Musical de São Paulo (en) (1906)

### Musique

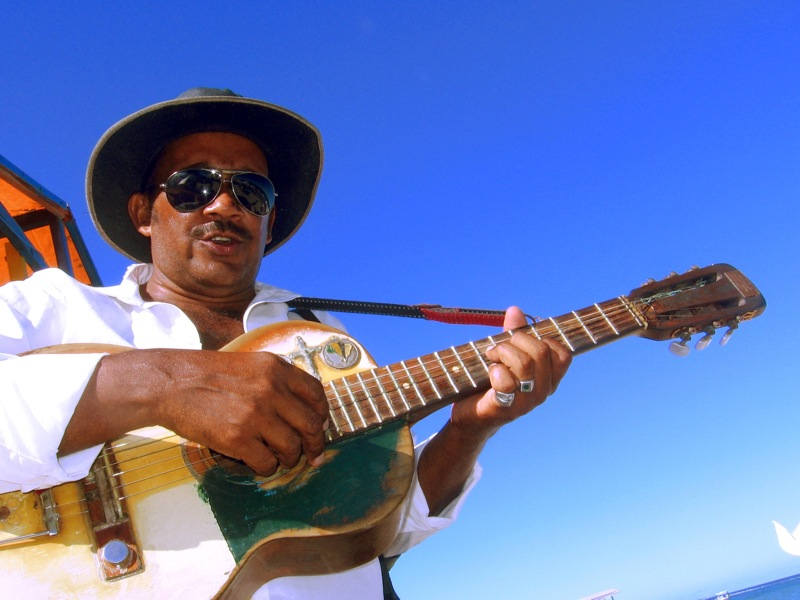
Repentista improvisant à la guitare

- Musique par pays, Musique improvisée, Improvisation musicale
- Musique amérindienne
- Musique brésilienne, De la musique brésilienne
- Música indígena brasileira (pt)
- Grandes écoles de musique : Conservatório Dramático e Musical de São Paulo, Municipal Conservatory of Guarulhos, Universidade Livre de Música
- Musiciens brésiliens
- Chanteurs brésiliens
- Compositeurs brésiliens

### Danse
- Dança do Brasil (pt)
- Lista de danças e ritmos do Brasil
- De la danse au Brésil
- Bossa nova
- Samba
- Lambada
- Bumba-meu-boi
- Festival folklorique de Parintins
- Danseurs brésiliens, Danseuses brésiliennes
- Liste de danses
- List of national dances (en)
- List of ethnic, regional, and folk dances by origin (en)

### Théâtre
- Théâtre au Brésil (pt)
- Du théâtre au Brésil[14]
- Salles de théâtre au Brésil
- Dramaturges brésiliens[15]
- Pièces de théâtre brésiliennes
- Metteurs en scène brésiliens[16], Augusto Boal (1931-2009), Théâtre forum (Théâtre de l'opprimé)
- Acteurs brésiliens
- Actrices brésiliennes
- Compagnies et troupes : Teatro da Vertigem, Casseta e Planeta
- Christine Douxami, Le Théâtre noir brésilien[17]

### Cinéma
- Cinéma brésilien, Du cinéma brésilien
- Films brésiliens, Liste de films brésiliens
- Réalisateurs brésiliens
- Scénaristes brésiliens
- Acteurs brésiliens
- Actrices brésiliennes
- Liste de festivals de cinéma en Amérique du sud

### Autres scènes: marionnettes, mime, pantomime, prestidigitation
Les arts mineurs de scène, arts de la rue, arts forains, cirque, théâtre de rue, spectacles de rue, arts pluridisciplinaires, performances manquent encore de documentation pour le pays …
L'art de la marionnette au Brésil depuis le XVIe siècle (site de l'Union internationale de la marionnette (UNIMA).
- - bonifrates, presepios de fala, mamulengo,
  - Olga Obry, Yolanda Fagundes, Darcy Penteado, Ilo Krugli, Mané Bernardo, Ana María Amaral, Álvaro Apocalypse, Hermilo Borba Filho, Felisberto Sabino da Costa, Magda Augusta Castanheira Modesto...
  - Teatro Infantil de Marionetes (TIM) (1954), Teatro de Marionetes Monteiro Lobato (1958), Teatro de Figuras, O Sacy, Teatro do Gesto (Théâtre du Geste), Teatro Ventoforte (Vent fort) (1974)...
  - Grupo A Carreta (La Charrette), Grupo Revisão (Révision), Mamulengo Só-Riso (1975), O Casulo (le Cocon) (1976), Giramundo, Teatro Lambe Lambe, Caixa do Elefante, Companhia Teatro Lumbra de Animação, XPTO...

### Autres
- Vidéo, Jeux vidéo, Art numérique, Art interactif
- Culture alternative, Culture underground
- Jeux vidéo développés au Brésil
- Le jeu vidéo au Brésil (en)

## Tourisme
- Tourisme au Brésil
- Liste du patrimoine mondial en Amérique
- Conseils aux voyageurs pour le Brésil
  - France Diplomatie.gouv.fr
  - Canada international.gc.ca
  - CG Suisse eda.admin.ch
  - USA US travel.state.gov

## Patrimoine
- Liste de musées au Brésil

### Liste du Patrimoine mondial
Le programme Patrimoine mondial (UNESCO, 1971) a inscrit dans sa liste du Patrimoine mondial (au 12/01/2016) : Liste du patrimoine mondial au Brésil.

### Liste représentative du patrimoine culturel immatériel de l’humanité
Le programme Patrimoine culturel immatériel (UNESCO, 2003) a inscrit dans sa liste représentative du patrimoine culturel immatériel de l’humanité (au 15/01/2016) :
- 2008 : Les expressions orales et graphiques des Wajapi[18],
- 2008 : La Samba de roda de Recôncavo de Bahia[19],
- 2011 : Le musée vivant du Fandango[20],
- 2011 : L’appel à projets du Programme national du patrimoine immatériel[21],
- 2011 : Le Yaokwa, rituel du peuple Enawene Nawe pour le maintien de l’ordre social et cosmique[22],
- 2012 : Le frevo, arts du spectacle du carnaval de Recife[23],
- 2013 : Le Círio de Nazaré (Le Cierge de Notre-Dame de Nazareth) à Belém, dans l’État du Pará[24],
- 2014 : Le cercle de capoeira[25].

### Registre international Mémoire du monde
Le programme Mémoire du monde (UNESCO, 1992) a inscrit dans son registre international Mémoire du monde (au 15/01/2016) :
- 2003 : La collection de l'Empereur: la photographie brésilienne et étrangère au XIXe siècle[26],
- 2011 : Réseau d'information et de désinformation sur le régime militaire au Brésil (1964-1985)[27],
- 2011 : Archives de la Compagnie néerlandaise des Indes Occidentales (Westindische Compagnie)[28],
- 2013 : Archives architecturales d’Oscar Niemeyer[29],
- 2014 : Guerre de la Triple-Alliance (Brésil - Uruguay)[30].